# Circuit des Quatre Cantons
Le Circuit des 4 Cantons est une course cycliste française disputée dans les cantons d'Yzeure, de Chevagnes, de Dompierre-sur-Besbre et de Neuilly-le-Réal (Allier). Cette épreuve est organisée depuis 1979,. Elle fait partie du calendrier national de la Fédération française de cyclisme. 

## Palmarès

### Course principale
| Année | Vainqueur                                    | Deuxième                                     | Troisième                                    |                                              |
| ----- | -------------------------------------------- | -------------------------------------------- | -------------------------------------------- | -------------------------------------------- |
| 1979  | Gérard Le Dain                               | Dominique Lebrun                             | Michel Richard                               |                                              |
| 1980  | André Leducq                                 | Jean-Claude Dirx                             | Philippe Thuizat                             |                                              |
| 1981  | Alain Vidalie                                | Patrick Lis                                  | Joël Lebrun                                  |                                              |
| 1982  | Thierry Lavergne                             | Claude Aiguesparses                          | Nicolas Roux                                 |                                              |
| 1983  | Jean-Pascal Roux                             | Dean Butler                                  | Jean-Pierre Bucau                            |                                              |
| 1984  | Claude Aiguesparses                          | Thierry Sénéchal                             | Frédéric Moreau                              |                                              |
| 1985  | Jean Chassang                                | Mariano Martinez                             | Thierry Sénéchal                             |                                              |
| 1986  | Jean-Pierre Duracka                          | Claude Aiguesparses                          | Alain Ruiz                                   |                                              |
| 1987  | Patrick Senisse                              | Franck Vilpoux                               | Pierre Bourdiau                              |                                              |
| 1988  | Jean-Philippe Duracka                        | Franck Alaphilippe                           | Christophe Bastianelli                       |                                              |
| 1989  | Alain Ruiz                                   | Christophe Bastianelli                       | Sylvain Genestoux                            |                                              |
| 1990  | Klas Johansson                               | Éric Fouix                                   | Pierre Bonnal                                |                                              |
| 1991  | Jean-Pierre Bourgeot                         | Jean-Pierre Duracka                          | Jean-Philippe Duracka                        |                                              |
| 1992  | Éric Fouix                                   | Jean-Philippe Duracka                        | Thierry Andrieu                              |                                              |
| 1993  | Jean-Michel Bourgeot                         | Éric Larue                                   | Gérald Liévin                                |                                              |
| 1994  | Jean-Philippe Duracka                        | Gérald Liévin                                | Jean-Michel Bourgeot                         |                                              |
| 1995  | Jean-Pierre Duracka                          | Arnaud Bassi                                 | Julien Jurdie                                |                                              |
| 1996  | Hervé Rivet                                  | Jean-Pierre Duracka                          | Takehiro Mizutani                            |                                              |
| 1997  | Stéphane Labourdette                         | Éric Fouix                                   | Daniel Wedley                                |                                              |
| 1998  | Sébastien Laroche                            | Pierre Elias                                 | Raphaël Martinez                             |                                              |
| 1999  | Jérôme Bonnace                               | Patrice Clot                                 | Jean-Claude Thilloy                          |                                              |
| 2000  | Mark Scanlon                                 | Christophe Marcoux                           | Benoît Luminet                               |                                              |
| 2001  | Adrian Cagala                                | Fabrice Billard                              | Jean-Baptiste Llati                          |                                              |
| 2002  | Jérôme Bonnace                               | Dominique Péré                               | Stéphane Auroux                              |                                              |
| 2003  | François Norce                               | Martial Locatelli                            | Sébastien Bordes                             |                                              |
| 2004  | Cédric Fontbonnat                            | Stéphane Cougé                               | Stéphane Arassus                             |                                              |
| 2005  | annulé en raison de chutes de neige          | annulé en raison de chutes de neige          | annulé en raison de chutes de neige          | annulé en raison de chutes de neige          |
| 2006  | David Burgy                                  | Olivier Nari                                 | Franck Bigaud                                |                                              |
| 2007  | Nikolas Cotret                               | Kalle Kriit                                  | Andrey Klyuev                                |                                              |
| 2008  | Benjamin Gault                               | Xavier Brun                                  | Samuel Rouyer                                |                                              |
| 2009  | Thomas Bouteille                             | Sylvain Georges                              | Roman Klimov                                 |                                              |
| 2010  | Fabien Sanchez                               | Jérémie Dérangère                            | Dmitry Samokhvalov                           |                                              |
| 2011  | Florent Teghillo                             | Romain Lejeune                               | Julien Rabaud                                |                                              |
| 2012  | Sébastien Boire                              | Guillaume Bonnet                             | Antony Tévenot                               |                                              |
| 2013  | Marc Sarreau                                 | Guillaume Bonnet                             | Stéphane Duguenet                            |                                              |
| 2014  | Anthony Maldonado                            | Benoît Drujon                                | Sébastien Bergeret                           |                                              |
| 2015  | Bryan Alaphilippe                            | Martin Laas                                  | Anthony Maldonado                            |                                              |
| 2016, | Étienne Fabre                                | Maxime Le Lavandier                          | Pierre Idjouadiene                           |                                              |
| 2017  | Pierre Idjouadiene                           | Grégoire Tarride                             | Julien Trarieux                              |                                              |
| 2018  | Karl Patrick Lauk                            | Reto Müller                                  | Aurélien Paret-Peintre                       |                                              |
| 2019  | annulé en raison de problèmes administratifs | annulé en raison de problèmes administratifs | annulé en raison de problèmes administratifs | annulé en raison de problèmes administratifs |
| 2020  | Antoine Raugel                               | Anthony Jullien                              | Maxime Pasturel                              |                                              |
| 2021  | annulé                                       | annulé                                       | annulé                                       |                                              |
| 2022  | Jelle Vermoote                               | Antoine Grand                                | Robbe Claeys                                 |                                              |
| 2023  | annulé                                       | annulé                                       | annulé                                       |                                              |
| 2024  | Markus Pajur                                 | Emmanuel Houcou                              | Louis Dudek                                  |                                              |
| 2025  | Victor Loulergue                             | Thomas Husni                                 | Gari Lagnet                                  |                                              |

### Course d'attente
Une course d'attente (« prologue des 4 Cantons ») est également organisée. Anciennement dénommée Prix de la Municipalité d’Yzeure, elle est actuellement réservée aux coureurs cyclistes juniors (moins de 19 ans) et titulaires d'une licence en troisième catégorie ou pass'cyclisme open.
| Année | Vainqueur                                    | Deuxième                                     | Troisième                                    |                                              |
| ----- | -------------------------------------------- | -------------------------------------------- | -------------------------------------------- | -------------------------------------------- |
| 1979  | Pierre Liévin                                | Dominique Delage                             | Jean-Claude Dessoly                          |                                              |
| 1980  |                                              |                                              |                                              |                                              |
| 1981  | Raphaël Deschamps                            | Pascal Brun                                  | Duverger                                     |                                              |
| 1982  | Hervé Bacot                                  | Claude Piotte                                | Dominique Deroche                            |                                              |
| 1983  | Bruno Romanowski                             |                                              |                                              |                                              |
| 1984  | Éric Bulliat                                 | Fabrice Fournet                              | Molette                                      |                                              |
| 1985  | Christophe Cohade                            | Éric Moreau                                  | Gilles Cellant                               |                                              |
| 1986  | Gilles Cellant                               | Jean-Pierre Bourgeot                         | Éric Crozet                                  |                                              |
| 1987  | Laurent Bourdiaux                            | D. Comby                                     | Pierre Bourdiaux                             |                                              |
| 1988  | Xavier Polny                                 | Jean-Paul Therriaud                          | Stéphane Genestoux                           |                                              |
| 1989  | Raphaël Martinez                             | Gérald Liévin                                | Fabrice Lely                                 |                                              |
| 1990  | Hervé Delabarre                              | Milleret                                     | Philippe Loth                                |                                              |
| 1991  | Arnaud Plaisant                              | Jérôme Berger                                | Didier Charrel                               |                                              |
| 1992  | Grégory Therriaud                            | Demanche                                     | Charles Despierres                           |                                              |
| 1993  | Miguel Martinez                              | Fraisse                                      | Christophe Malandain                         |                                              |
| 1994  | Miguel Martinez                              | Frédéric Finot                               | Nicolas Notet                                |                                              |
| 1995  | Christophe Delpeh                            | Dominique Rave                               | Sébastien Peyrard                            |                                              |
| 1996  | Olivier Douarre                              | Thierry Jacquet                              | Jérôme Cheveniel                             |                                              |
| 1997  | Frédéric Mazuel                              | Sébastien Peyrard                            | Raphaël Simonin                              |                                              |
| 1998  | Baptiste Brulhet                             | David Rullière                               | William Gacon                                |                                              |
| 1999  | Fabrice Billard                              | Fabien Leylavergne                           | Jérôme Roy                                   |                                              |
| 2000  | Denis Conan                                  | Pascal Bédu                                  | Jean-Pierre Duracka                          |                                              |
| 2001  | Baptiste Brulhet                             | Damien Monier                                | Pierre-Maxime Branche                        |                                              |
| 2002  | Christophe Delaire                           | Joël Lambert                                 | Pierre Roux                                  |                                              |
| 2003  | Jean-Pierre Duracka                          | Mickaël Bérard                               | Julien Marchionni                            |                                              |
| 2004  | Charles Riocreux                             | Denis Motard                                 | Sébastien Fournet-Fayard                     |                                              |
| 2005  | annulé en raison de chutes de neige          | annulé en raison de chutes de neige          | annulé en raison de chutes de neige          | annulé en raison de chutes de neige          |
| 2006  | Jean-Pierre Duracka                          | Christopher Agostini                         | Antoine Caron                                |                                              |
| 2007  | Benoît Bernard                               | Sébastien Meyer                              | Alexandre Caillot                            |                                              |
| 2008  | Arnaud Charcosset                            | Angelo Auclair                               | Jérémy Spezza                                |                                              |
| 2009  | Sébastien Meyer                              | Aurélien Lapalus                             | Pierre Lhospitalier                          |                                              |
| 2010  | Pierre-Henri Lecuisinier                     | Yann Dujardin                                | Philippe Chassaing                           |                                              |
| 2011  | Kévin Petiot                                 | Frédéric Mathiot                             | Julien Préau                                 |                                              |
| 2012  | Mathieu Fernandes                            | Franck Bruyas                                | Kévin Amartin                                |                                              |
| 2013  | Léo Dulin                                    | Grégory Crispet                              | Nicolas Génébrier                            |                                              |
| 2014  | Nicolas Notet                                | Corentin Rose                                | Alexandre Meyleu                             |                                              |
| 2015  | Armand Prouhèze                              | Mounir Khalil                                | Florian Durque                               |                                              |
| 2016  | Kévin Goubert                                | Simon Cavagna                                | Maxime Jarnet                                |                                              |
| 2017  | Vincent Bergeron                             | Quentin Cougoul                              | Antoine Camus                                |                                              |
| 2018  | Léo Hérody                                   | Lucas Plaisant                               | Calentin Bancharel                           |                                              |
| 2019  | annulé en raison de problèmes administratifs | annulé en raison de problèmes administratifs | annulé en raison de problèmes administratifs | annulé en raison de problèmes administratifs |
| 2020  | Jordan Piau                                  | Pierre-André Anizan                          | Louis Varago                                 |                                              |
| 2021  | annulé                                       | annulé                                       | annulé                                       |                                              |
| 2022  | Thimothée Delavaud                           | Alexandre Van Damme                          | Quentin Bellaigues                           |                                              |
| 2023  | annulé                                       | annulé                                       | annulé                                       |                                              |
| 2024  | Romain Fondard                               | Bryan Alaphilippe                            | Hugo Lafaye                                  |                                              |